# 해리 림스
허버트 존 스튜라이처(영어: Herbert John Streicher, 1947년 8월 27일 ~ 2013년 3월 19일)는 해리 림스(영어: Harry Reems)라는 예명으로 활동한 미국의 포르노 배우이다.

## 영화
- 미드나잇 블루 - 목구멍 깊숙이 (2005년) - 본인 역
- 인사이드 딥 스로트 (2005년) - 본인 역
- 딥 인사이드 트레이시 (1986년)
- 텐 리틀 메이든스 (1985년)
- 알 에스 브이 피 (1984년)
- 드림 하우스 (1981년)
- 벨 아미 (1976년)
- 목구멍 깊숙이 (1972년) - 영 의사 역